# Fontana Bella
La Bella Fontana, in tedesco Schöner Brunnen, è uno dei più importanti monumenti della città bavarese di Norimberga, in Germania. Si erge come una guglia gotica alta 19 metri sulla centrale Piazza del Mercato Maggiore (Hauptmarkt) e rappresenta una delle più belle fontane d'Europa.

## Storia
La Fontana Bella venne costruita fra il 1385 ed il 1396 dallo scultore locale Heinrich Beheim, anche se secondo altre fonti sembra essere opera dei fratelli Georg e Fritz Rupprecht in collaborazione con Sebald Schönhofer.
Nel corso della storia, la fontana è stata restaurata più volte, la prima delle quali nel 1822-24 dallo scultore Jacob Daniel Burgschmiet, e in seguito ricostruita. Oggi sull'Hauptmarkt è una copia in calcare realizzata nel 1903 e installata nel 1912.
I resti autentici, restaurati fra il 1899 e il 1903 da Heinrich Walraff, sono conservati nel Germanisches Nationalmuseum, il Museo Nazionale Germanico.
Nella seconda guerra mondiale la copia della fontana venne avvolta da un involucro di cemento che la preservò dai bombardamenti.

## Descrizione
La Fontana Bella si erge nell'agile forma di una guglia gotica traforata, divisa in quattro livelli e alta 19 metri. Realizzata in pietra calcarea dipinta, è popolata da una selva di una quarantina di statue coloratissime che rappresentano la Visione del mondo del Sacro Romano impero. Dal basso si possono riconoscere: i Filosofi, le sette Arti liberali, i quattro Evangelisti ed i quattro Padri della Chiesa, i sette Principi elettori e i Nove Prodi, Mosè e sette Profeti (Osea, Daniele, Geremia, Ezechiele, Amos, Isaia e Gioele.
Una complessa recinzione di ferro battuto chiude la struttura: sono otto bellissime griglie forgiate ad Augusta da Paul Kühn nel 1587. In due griglie del lato sud-ovest sono posti due anelli d'ottone: una tradizione vuole che farli girare su sé stessi porti fortuna.
L'acqua che sgorga da essa non è potabile (come si può facilmente intuire dalla targa "Kein Trinkwasser").

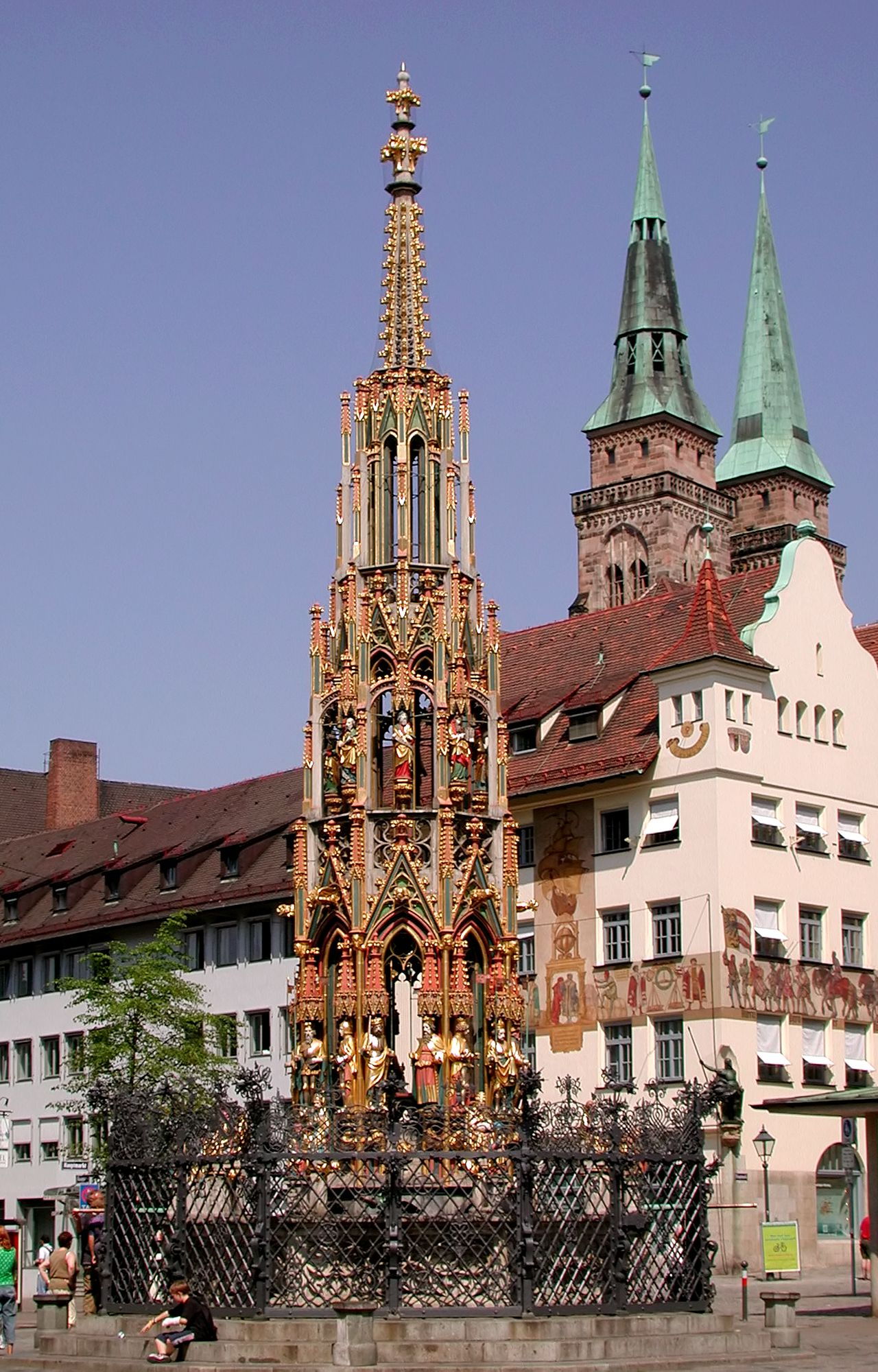
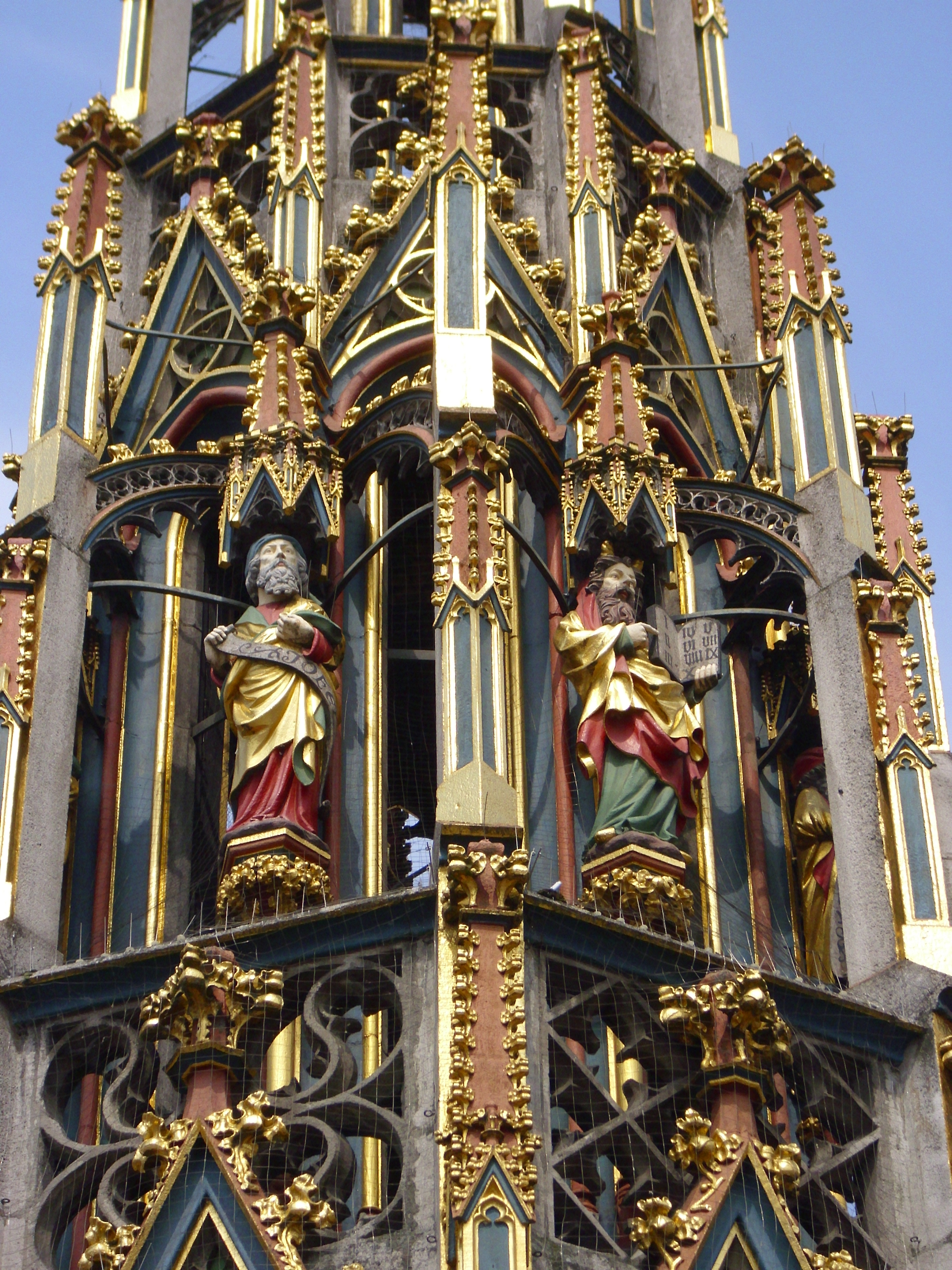
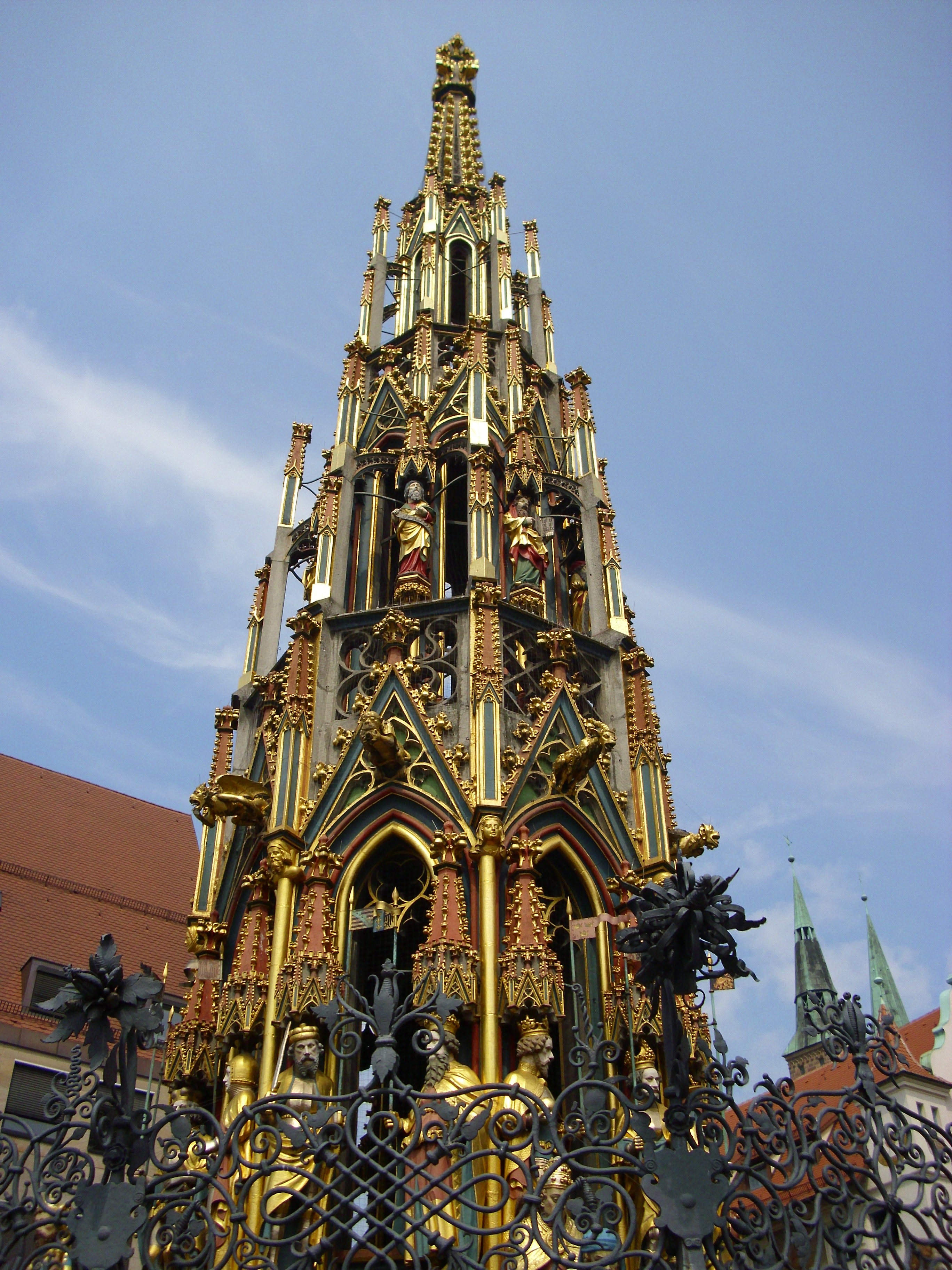